# Zita de Borbón-Parma
Zita de Borbón-Parma (Camaiore, 9 de mayo de 1892-Zizers, 14 de marzo de 1989) fue la última emperatriz y reina consorte de Austria-Hungría (1916-1918) como esposa de Carlos I de Austria y IV de Hungría. Entre sus ancestros más cercanos se encontraban varios reyes de las casas reinantes de España, Portugal y Francia.
Fue declarada sierva de Dios por el papa Benedicto XVI en 2009.

## Ascendencia
El padre de Zita, Roberto, duque de Parma (1848-1907), fue el último duque de Parma después del asesinato de su padre en 1854. Como solo tenía seis años, su madre, Luisa María de Artois, actuó como regente. Pero en 1859, Italia se encontraba inmersa en un proceso de unificación y tras derrota austríaca en la Segunda guerra de la Independencia italiana, el ducado de Parma, junto al Gran Ducado de Toscana y al Ducado de Módena pasaron a formar parte de las provincias unidas de la Italia central unificada, que después de un plebiscito celebrado en 1860, fueron anexionadas al Reino de Cerdeña en 1860. Al perder el trono, tuvieron que trasladarse al exilio a Austria, donde Roberto creció. A pesar de ser un monarca sin corona, el duque mantenía ricas propiedades que le permitían a él y a su familia llevar una vida desahogada.
De su primer matrimonio con la princesa María Pía de Borbón-Dos Sicilias nacieron doce hijos, seis de los cuales padecen discapacidad mental y tres de ellos murieron jóvenes. La duquesa María Pia murió en el parto, y el duque se volvió a casar en 1884 con la infanta María Antonia de Braganza (1862-1959), hija del rey Miguel I de Portugal y su esposa, la princesa Adelaida de Löwenstein-Wertheim-Rosenberg. Con ella tuvo otros doce hijos; la quinta fue Zita, y que hacía la decimoséptima del duque Roberto. 
El hermano de Zita, Javier de Borbón-Parma se convirtió en jefe del movimiento carlista después de la extinción de esta rama de los Borbones españoles en 1936. En 1952 reclamó la Corona española, estableciendo así la segunda dinastía carlista como Javier I.

## Infancia y juventud

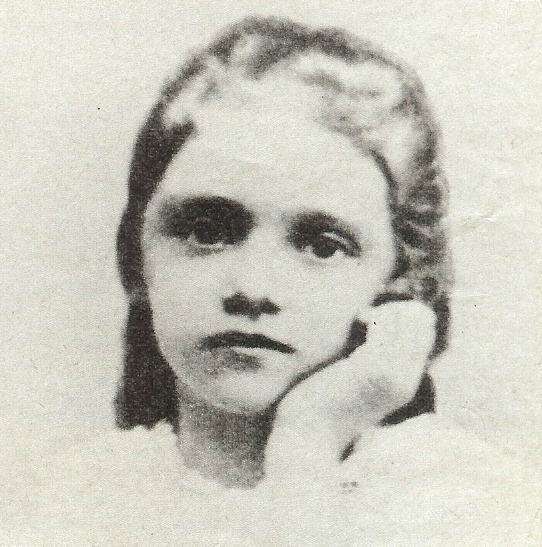
En su niñez.

Zita de Borbón-Parma nació el 9 de mayo de 1892 en Villa Borbón del Pianore, una gran propiedad en Camaiore, cerca de Lucca. Su nombre es un homenaje a Santa Zita de Lucca, sirvienta que vivió en la Toscana en el siglo XIII. Creció junto con sus hermanos hablando varios idiomas, pues la lengua vehicular en su casa era francés, pero con su padre solían hablar italiano y con su madre, a veces alemán. La primera mitad del año la pasaban en Pianore, la segunda en el castillo de Schwarzau am Steinfeld, en la Baja Austria. Viajaban en un tren de dieciséis vagones, especialmente equipados para acomodar a la familia, su suite y propiedades. La emperatriz recordaba más tarde: 

"Crecimos en un entorno internacional. Mi padre se consideraba principalmente francés y pasaba algunas semanas al año con sus hijos mayores en el castillo de Chambord, su principal propiedad en el Loira. Un día le pregunté cómo deberíamos describirnos. Él respondió: "Somos príncipes franceses que reinaron en Italia". De hecho, de los veinticuatro hijos, solo tres, incluida yo, nacimos en Italia.

De 1903 a 1908 asistió al colegio del convento de monjas salesas de Zangberg, en Baviera, donde había un estricto régimen de estudio e instrucción religiosa.   Allí terminó de perfeccionar su alemán; gracias a lo cual, siendo emperatriz, dominaba el idioma a la perfección, tanto oral como escrito. Además de los idiomas modernos, que ya practicaba en casa, se le enseñaba matemáticas, geografía, historia, historia natural y música. También se incluyeron actividades como costura, bordado y educación física. Salió del convento en otoño de 1907, cuando la llamaron de regreso a casa por la muerte de su padre.
Posteriormente sería enviada, junto a su hermana Francisca, a la isla británica de Wight, en la abadía benedictina de Santa Cecilia (donde se refugian las monjes francesas de la abadía de Solesmes, que son expulsadas por las leyes anticlericales del gobierno francés). En ese momento, la priora del monasterio era la princesa Adelaida de Lowenstein-Wertheim-Rosenberg, su abuela materna. En este estricto monasterio, se dedicó a la teología y la filosofía y perfeccionó su inglés. Se le instruyó en el canto gregoriano y comenzó a tocar el órgano. Educadas en una férrea fe católica, los niños de Parma regularmente realizan obras de caridad para los pobres. En Schwarzau, la familia transforma la tela sobrante en ropa. Zita y Francisca distribuyen personalmente comida, ropa y medicinas a los necesitados de Pianore. Tres de las hermanas de Zita, incluida Francisca, ingresan en la orden benedictina y se convierten en monjas de Abadía de Solesmes. La princesa adolescente también planea seguir este camino, pero durante este período la salud de Zita se deteriora. Su tía, la archiduquesa María Teresa, que estaba visitando a su madre, queda  consternada por su pálida apariencia y se la llevó a Bohemia, al spa de Franzensbad con su prima María Anunciada. Su abuela murió poco tiempo después.
En Bohemia, Zita entabla una relación con el archiduque Carlos. Ambos se conocían desde la infancia, pues Carlos era nieto del archiduque Carlos Luis de Austria, casado en terceras nupcias con la tía de Zita, la archiduquesa María Teresa; la archiduquesa es, por tanto, madrastra del padre de Carlos, el archiduque Otón de Austria. En 1909, el regimiento de dragones de Carlos estaba estacionado en Bohemia, en Brandeis an der Elbe, acudiendo desde allí a visitar a su abuela en Franzensbad. Es durante una de estas visitas que Carlos y Zita se vuelven a encontrar.

## Matrimonio

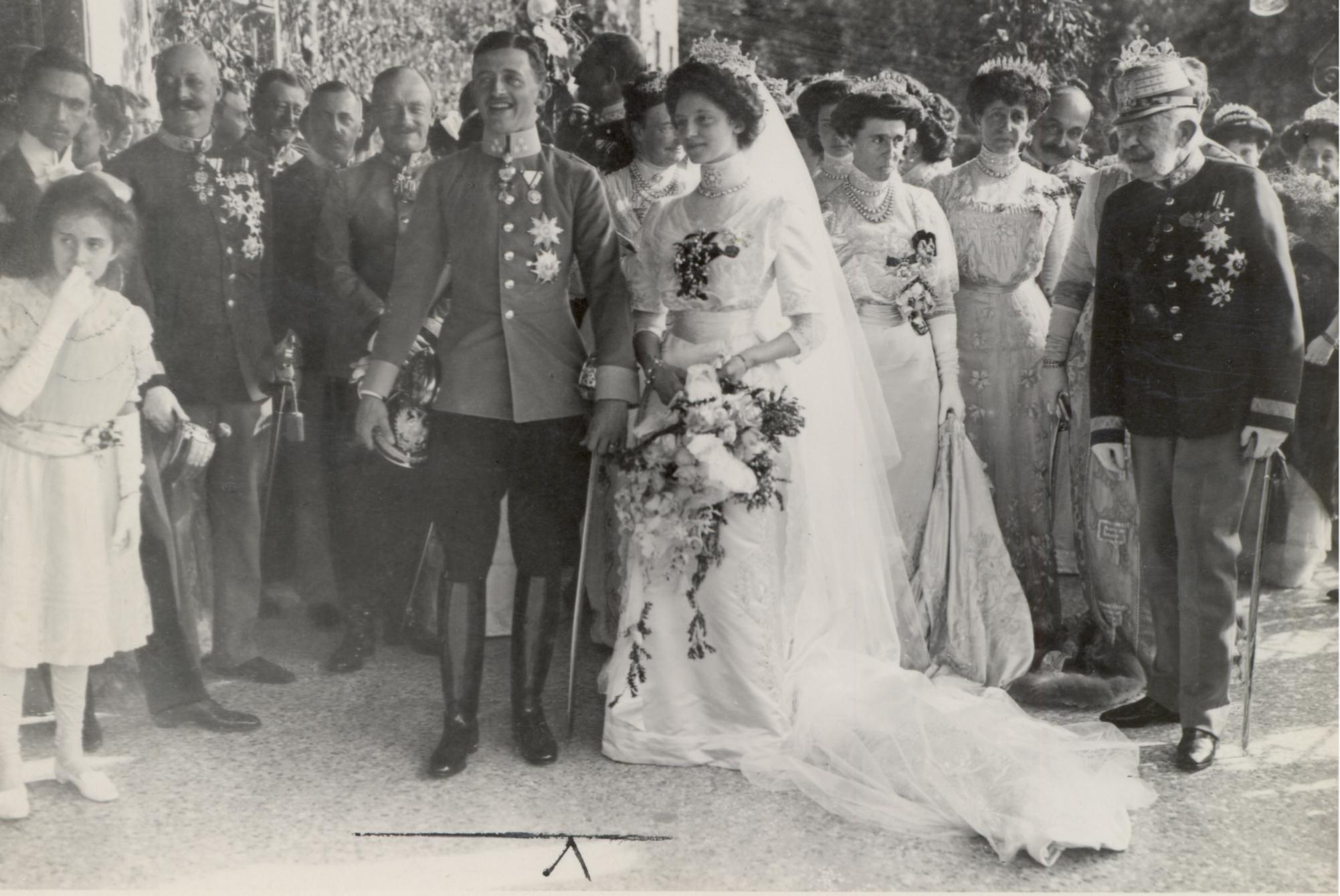
Boda en Schwarzau (1911)

La boda del archiduque Carlos era un asunto de primer orden para el Imperio Austrohúngaro y su emperador, Francisco José. Muerto su hijo Rodolfo, su heredero es el hijo de su difunto hermano Carlos Luis, el archiduque Francisco Fernando. Pero para consternación de todos, este casa con una mujer muy por debajo de su rango, la condesa Sofía Chotek, en una unión morganática que si bien le permite ser emperador, deja fuera del trono a sus hijos y mantiene a su esposa postergada dentro del protocolo de la rígida corte vienesa. El otro hijo de Carlos Luis es el archiduque Otón, muerto en 1906, y padre a su vez del archiduque Carlos, que es sobrino nieto del emperador y sobrino de Francisco Fernando. De manera que si Carlos no muriese antes que Francisco Fernando, el joven archiduque se convertiría en emperador a la muerte de este. 
El emperador insta a su segundo heredero a casarse con una mujer de su rango. Miembro de la Casa de Borbón, Zita es, por lo tanto, una buena consorte para el futuro emperador y rey. Zita recordará más tarde: 

"Por supuesto, nos alegramos de volver a vernos y hubo una cercanía. Por mi parte, los sentimientos se desarrollaron gradualmente durante los siguientes dos años. Sin embargo, él parecía haber decidido mucho más rápido, y lo fue aún más cuando, en el otoño de 1910, se corrió el rumor de que me había comprometido con un primo lejano, don Jaime, duque de Madrid. Al escuchar esto, el archiduque se apresuró a dejar su guarnición a Brandeis, y se dirigió a su abuela, la archiduquesa María Teresa, que también era mi tía y la confidente natural para tales asuntos. Él le preguntó si el rumor era cierto y cuando ella le dijo que no, él dijo: "Bueno, mejor me apuro de todos modos, o ella se comprometerá con otra persona".

El 13 de junio de 1911 se hace oficial el compromiso de la princesa de 19 años con el archiduque de 24, en la villa paterna del Pianore en Lucca, donde el archiduque Carlos fue para pedir su mano. Más tarde, Zita recordará que después de su compromiso, Carlos le había expresado sus temores por el destino del Imperio austríaco y los desafíos de la monarquía. Carlos y Zita se casan en el castillo de Schwarzau el 21 de octubre de 1911, en una ceremonia celebrada por el cardenal Gaetano Bisleti, mayordomo del papa. El emperador Francisco José, tío abuelo de Carlos, está presente y de buen humor, aliviado de ver a uno de sus herederos contraer un matrimonio adecuado. Incluso brindó por la pareja. El archiduque Francisco Fernando también estuvo presente, actuando como padrino. 
La archiduquesa Zita rápidamente quedó embarazada, dando a luz al primero de sus ocho hijos, el archiduque Otón el 20 de noviembre de 1912 en Villa Wartholz, cerca de Reichenau an der Rax. En 1913 el emperador les cede el Palacio de Hetzendorf, en Meidling, como residencia en Viena, para que Carlos pudiera estar más cerca de él y del heredero del trono.

## Herederos del trono
El 28 de junio de 1914, el archiduque Francisco Fernando y su esposa, la duquesa de Hohenberg, son asesinados en Sarajevo por nacionalistas serbios de Bosnia. Carlos y Zita recibieron la noticia por telegrama el mismo día. Ella dirá de su esposo: "Incluso siendo un día hermoso, vi su rostro palidecer al sol". Fue la archiduquesa María Teresa quien se hizo cargo de los tres hijos de la pareja asesinada.
Carlos se convirtió automáticamente en heredero del trono. El emperador tenía casi 84 años y de repente, era un hecho que Carlos y Zita estarían al frente del imperio décadas antes de lo que se pensaba. Los dos estaban ahora bajo una constante atención pública. Tras la declaración de guerra, que condujo a la Primera Guerra Mundial, en agosto de 1914, Carlos fue ascendido a general del ejército austríaco y tomó el mando del XX Cuerpo para una ofensiva en el Tirol. Mientras, la archiduquesa aseguraba la sucesión, dando a luz a tres hijos durante los cuatro años que duró el conflicto. La guerra fue un duro golpe para la archiduquesa, ya que muchos de sus hermanos lucharon en ambos lados del conflicto: los príncipes Félix y Renato se unieron al ejército austríaco, mientras que los príncipes Sixto y Javier, que vivían en Francia antes de la guerra, se unieron al ejército belga. Además, su Italia natal se unió a la guerra contra Austria en 1915 y comenzaron a circular comentarios sobre "Zita la italiana". A petición del emperador Francisco José, la archiduquesa y sus hijos abandonan su residencia en Hetzendorf para instalarse en el palacio de Schönbrunn. Zita pasó muchas horas allí con el viejo emperador de manera formal e informal, y él le confió sus temores por el futuro del Imperio. También recibió la misión de visitar hospitales en el frente rumano.

## Emperatriz y reina

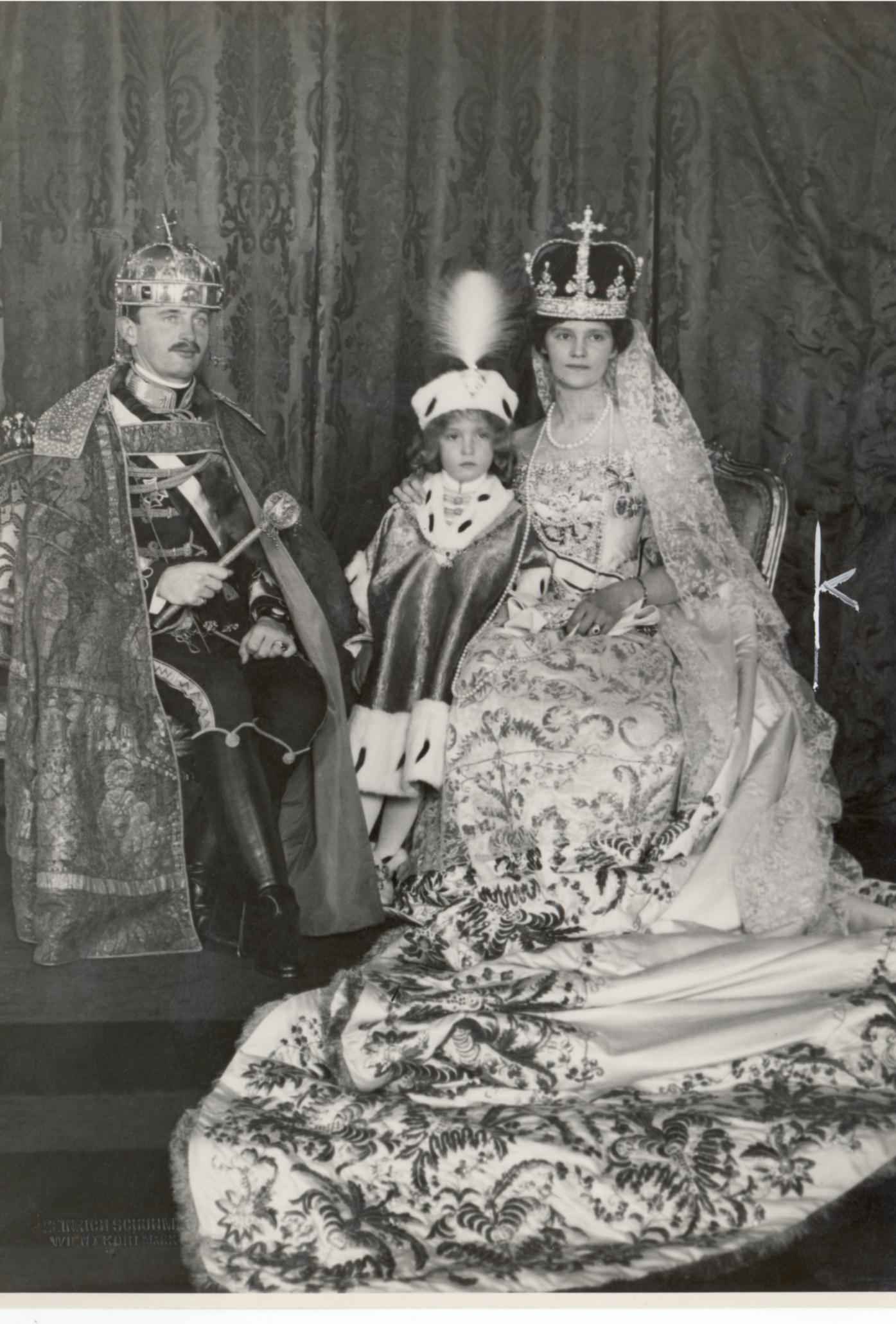
Zita con su esposo y su hijo mayor Otón después de la coronación real en Hungría (1916); Carlos lleva la santa corona de San Esteban

El emperador Francisco José murió de bronquitis y neumonía a la edad de 86 años, el 21 de noviembre de 1916. Según la Pragmática Sanción, Carlos se convirtió  automáticamente en emperador. "Recuerdo la querida figura regordeta del príncipe Lobkowitz yendo hacia mi esposo", dirá más tarde, "y haciendo la señal de la cruz en la frente de Carlos con lágrimas en los ojos. Al hacerlo, dijo: "Dios bendiga a Su Majestad". Era la primera vez que oíamos el título imperial dirigido a nosotros".
Carlos y Zita fueron coronados rey y reina de Hungría en Budapest el 30 de diciembre de 1916, por el cardenal primado János Czernoch. A la ceremonia siguió un banquete, pero las festividades terminaron allí, porque el emperador y la emperatriz no juzgaron respetable prolongarlas en tiempo de guerra. Al comienzo de su reinado, Carlos solía estar lejos de Viena, por lo que estableció una línea telefónica desde Baden (donde se encontraba su cuartel general) al Hofburg. Llamaba a Zita varias veces al día cuando están separados. Zita tenía cierta influencia sobre su esposo y asistía discretamente a audiencias con el primer ministro o a reuniones militares. Estaba particularmente interesada en las políticas sociales. Por otro lado, los asuntos militares son dominio exclusivo de Carlos. Enérgica y voluntaria, Zita acompaña a su esposo a las provincias y al frente mientras se ocupa de obras de caridad y visita a los heridos de guerra.
A Zita se le ha atribuyó una influencia significativa sobre el emperador, lo que se percibió como inusual en la monarquía austrohúngara: la emperatriz Isabel, aparte de su compromiso con Hungría, se mantuvo alejada de la corte; y nadie recordaba a ninguna emperatriz antes de 1848. La evaluación de la influencia de Zita sobre Carlos I/IV ha seguido siendo controvertida hasta nuestros días. La lectura positiva supone que Zita influyó al consolidar la fuerza de voluntad de Carlos, a menudo fluctuante. En cualquier caso, según sus memorias, su marido la informaba detalladamente sobre todos los asuntos e incidentes políticos de importancia. La joven emperatriz no solo poseía energía y tenacidad, sino que también era percibida como una mujer de temple, tranquila y hermosa, comprometida socialmente.

## Escándalo de Sixto de Borbón
Cuando la guerra llega a su tercer año, en la primavera de 1917, para evitar el colapso del Imperio Austrohúngaro, Carlos I es animado por su esposa para llevar a cabo negociaciones secretas para un acuerdo de paz con las potencias de la Entente sin la participación del Imperio alemán, su aliado más cercano. Carlos inició contactos con su cuñado, Sixto de Borbón-Parma, que servía en el ejército belga, del príncipe Erdödy, que se trasladó hasta Suiza. También Zita escribió una carta a su hermano invitándolo a Viena, y que entregó la madre de ambos, la duquesa viuda Antonia de Parma, que era, a su vez, tía materna de la reina de los belgas.
Sixto llegó a las conversaciones con las condiciones establecidas por Francia: el regreso a Francia de Alsacia-Lorena (anexado por Alemania después de la Guerra Franco-Prusiana de 1870), el restablecimiento de la independencia de Bélgica y Serbia y la transferencia de Constantinopla a Rusia. Carlos estuvo de acuerdo con los tres primeros puntos, y escribió a Sixto una carta fechada el 25 de marzo de 1917 para que de al presidente francés, Georges Clemenceau, "el mensaje secreto y no oficial de que utilizaré todos los medios y toda la influencia que tengo a mi disposición, y me esforzaré por apoyar las justas afirmaciones francesas sobre Alsacia-Lorena" ("Justes revindications françaises family à l'Alsace Lorraine"). Este intento de diplomacia dinástica falla porque Alemania se niega a negociar Alsacia-Lorena y, al ver una derrota de Rusia en el horizonte, rechaza la idea de abandonar la guerra. Sixto continúa con sus esfuerzos; incluso se encuentra con Lloyd George en Londres para discutir las reclamaciones territoriales italianas a Austria incluidas en el Tratado de Londres, pero el primer ministro no puede convencer a sus generales de que es necesario hacer las paces con Austria-Hungría. Durante este período, Zita logró detener el plan alemán de enviar aviones para bombardear el palacio del rey y la reina de los belgas el día de la fiesta de su santo patrón. El príncipe Sixto regresó a Viena el 6 de mayo de 1917, y Carlos le dio una segunda carta, pero la situación seguía bloqueada.
En abril de 1917, después del Tratado de Brest-Litovsk, el conde Ottokar von Czernin, ministro de Relaciones Exteriores de Austria, pronunció un discurso presentando a Georges Clemenceau como el principal obstáculo para la paz. Clemenceau, furioso, publica la carta del 25 de marzo de 1917. Durante un tiempo, la vida de Sixto estuvo amenazada, y algunos temían que Alemania ocupara Austria. Los ataques contra la familia imperial se reanudaron aún más dentro de la alta aristocracia y la prensa pangermana. El embajador alemán en Viena, el conde Otto Wedel, escribió a  Berlín: "La emperatriz desciende de una familia principesca italiana ... La gente no confía en la italiana y su familia". Czernin, que había quedado como un mentiroso, persuadió a Carlos para que diera su palabra de honor a Alemania, de que a Sixto no se le había dado autorización de mostrar la carta al gobierno francés, que Bélgica no fue mencionada allí y que Clemenceau había mentido en la mención de Alsacia-Lorena. Durante todo el asunto, Czernin estuvo en contacto con la embajada alemana, y queriendo persuadir al emperador para que abdicara, acudió a Baden para entrevistarse con él. Pero como Carlos estaba enfermo en ese momento, Czernin negoció durante más de una hora con Zita. Después de su fracaso, Czernin renunció.
Tras el asunto, se decía de Zita que era una traidora italiana y de Carlos que era un calzonazos entregado a las órdenes de una mujer. El jefe del Estado Mayor Franz Conrad von Hötzendorf, que fue relevado por el emperador en 1917, luego criticó el derrotismo de Austria-Hungría en sus memorias y escribió:
Particularmente peligrosos a este respecto fueron las maquinaciones que la emperatriz Zita realizó de la mano de su hermano Sixto y en las que el débil emperador fue manipulado, y no se libró de la molestia de ponerse en una difícil posición con Alemania. Un ejemplo escolar de a dónde se llega cuando las mujeres, aunque llevadas por las mejores intenciones, se meten en importantes asuntos políticos o militares.

## El fin del Imperio
El final está cerca para el emperador. La corte se trasladó a Baden bei Wien, cerca del cuartel general, donde era más fácil protegerla. El 13 de abril de 1918, un sindicato de diputados checos hizo un juramento a un nuevo estado checoslovaco independiente del imperio de Austria-Hungría; en agosto, el prestigio del ejército alemán sufre un duro golpe en la batalla de Amiens; y el 25 de septiembre, el rey Fernando I de Bulgaria se separa de sus aliados y solicita una paz por separado. La emperatriz está con el soberano cuando recibe el telegrama informándole de la caída de Bulgaria. Ella recuerda que "se hizo aún más urgente comenzar las conversaciones de paz con las potencias occidentales, siempre que hubiera algo que discutir". El 16 de octubre de 1918, el emperador publicó el Manifiesto del Pueblo, proponiendo una reestructuración federal de Cisleithania, en el que cada nacionalidad se beneficiaría de su propio estado; pero es demasiado tarde: las naciones eslavas (Checoslovaquia y el estado de los eslovenos, croatas y serbios) proclaman su independencia. El Imperio austríaco y el Reino de Hungría están de hecho disueltos.
Dejando a sus hijos en el palacio de Gödöllő, la pareja imperial y real se trasladó al palacio de Schönbrunn. Ya los ministros han sido nombrados por la nueva República Alemana de Austria, y para el 11 de noviembre han preparado con el portavoz del emperador un manifiesto que Carlos firmará. Zita, rechazando la posibilidad de que Carlos abdicara, dice: "Nunca, un soberano puede abdicar, puede ser depuesto, privado de sus derechos. Por la fuerza. [...] Pero abdicar, nunca, nunca. Preferiría morir contigo. Entonces Otón nos sucedería. E incluso si todos caemos, todavía hay otros Habsburgo". Sin abdicar, el joven soberano decide apartarse del poder y da su permiso para que se publique el documento. La familia imperial abandonó Schoenbrunn en la tarde del 11 de noviembre, se trasladaron al palacio de Eckartsau, en Marchfeld, cerca de Viena. Al día siguiente, la Asamblea Nacional Provisional proclama la República Alemana de Austria. El 13 de noviembre de 1918, Carlos firmó en Eckartsau una exención para Hungría.

## Exilio

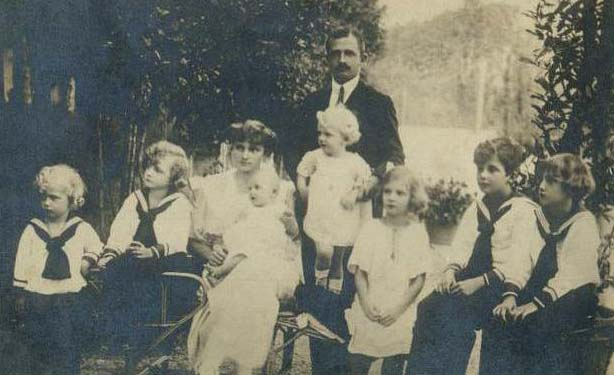
Carlos y Zita con sus hijos en el exilio en Herstenstein, Suiza, 1921

Después de unos meses difíciles en Eckartsau, la familia imperial recibe una ayuda inesperada: la del rey Jorge V del Reino Unido. Parece que se trató de una solicitud de ayuda del príncipe Sixto para ayudar a los Habsburgo-Lorena (su primo, el zar Nicolás II, la zarina y sus cinco hijos habían sido ejecutados por los revolucionarios rusos unos meses antes) y promete: "Haremos de inmediato lo que se necesite".
Varios oficiales del ejército británico son enviados para trasladar a Carlos y a su familia de Austria, incluido el teniente coronel Edward Lisle Strutt, nieto de Lord Belper. El 19 de marzo de 1919, la Oficina de Guerra les ordenó "abandonar Austria para llevarse al emperador sin demora". Strutt consigue alquilar un tren para Suiza, lo que permite al emperador abandonar el país con dignidad y sin tener que abdicar. Carlos, Zita y sus hijos se van la noche del 23 de marzo.
El 3 de abril de 1919, la Asamblea Nacional Constituyente de la República Alemana de Austria adoptó una ley por la que declaraba nulos los privilegios políticos y embargaba las propiedades de la familia imperial
La primera residencia de la familia exiliada es el castillo de Wartegg en Rorschach (Suiza), una propiedad cercana al lago de Constanza, que pertenecía a los Borbón-Parma desde que fue comprada por el duque Roberto en la década de 1860. Sin embargo, las posibles consecuencias de la presencia de los Habsburgo-Lorena cerca de la frontera austriaca preocupaban a las autoridades suizas, que los presionan a establecerse en el oeste del país. Entonces se van al mes siguiente a la Villa Prangins, cerca del lago Lemán, donde retoman su vida familiar. Este período de tranquilidad cesa en marzo de 1920, cuando Miklós Horthy fue elegido regente del Reino de Hungría después de un período de inestabilidad. En teoría Carlos seguía siendo el rey Carlos IV de Hungría, pero Horthy envía un emisario a Prangins para aconsejarle que no vaya al reino restaurado hasta que la situación se haya calmado. Después del Tratado de Trianon, Horthy aumenta sus ambiciones. Preocupado, Carlos buscó la ayuda del coronel Strutt para ir a Hungría. Trató dos veces de recuperar el poder, en marzo y octubre de 1921, sin éxito. Zita consideraba el recuperar el trono como un deber impuesto por Dios, y alentó a Carlos en cada uno de sus intentos y no darse por vencido, incluso lo acompañó en aquel dramático viaje en tren a Budapest. Los dos fracasos del monarca incitan al regente, influenciado por los Aliados, a adoptar una ley que restaure el carácter electivo de la corona húngara.
Carlos y Zita residen temporalmente en el castillo del conde Móric Esterházy en Tata, luego son encarcelados en la abadía de Tihany. Suiza se niega a recibirlos nuevamente, y deben encontrar un nuevo lugar de exilio. Se considera la posibilidad de establecerse en la isla de Malta, pero Lord Curzon rechaza esta opción, y el suelo francés queda también excluido, para que los hermanos de Zita no intriguen a favor de Carlos. Finalmente, se elige la isla portuguesa de Madeira. El 31 de octubre de 1921, la expareja imperial tomó el tren de Tihany al puerto danubiano de Baja, donde el monitor británico HMS Glowworm los estaba esperando. Finalmente llegan a Funchal el 19 de noviembre. La pareja exiliada alquila Villa Victoria, una casa rodeada de un pequeño parque, luego en la Quintado do Monte en una colina sobre la ciudad, menos costosa y más segura. De hecho, la pensión anual de 20,000 libras aprobada por la Conferencia de Embajadores nunca se les entregará, pues los países miembros se niegan a pagar. Sus hijos todavía estaban en el castillo de Wartegg, bajo el cuidado de la abuela de Carlos y tía de Zita, la archiduquesa María Teresa. Zita obtiene permiso para ir a Zúrich cuando su hijo Roberto, de seis años, es sometido a una cirugía por apendicitis. Los niños se reunirán con sus padres en Madeira en febrero de 1922.

## Viudez
La salud de Carlos era mala desde hacía bastante tiempo. El 9 de marzo de 1922 contrajo una bronquitis cuando regresó a la villa después de comprar juguetes para el cumpleaños de su hijo menor Carlos Luis, que cumplía 4 años de edad. Sin un cuidado profesional, la bronquitis degenera rápidamente en neumonía. Muchos de los niños y el personal también se vieron afectados, y Zita, que estaba en su octavo meses de embarazo, ayudó a tratarlos. Debilitado, Carlos murió el 1 de abril. Sus últimas palabras a su esposa fueron "Te quiero mucho". Después de su funeral, un testigo dijo de Zita: "Esta mujer realmente debe ser admirada. No perdió, por un segundo, su compostura... saludó a la gente de todos lados y luego habló con aquellos que habían ayudado con el funeral. Todos estaban bajo su hechizo". Zita, viuda a los 28 años, decide guardar luto por Carlos el resto de su vida, convirtiéndose en guardiana del nuevo pretendiente Otón.
Después de la muerte de Carlos, el rey Alfonso XIII de España, se acerca al Ministerio de Asuntos Exteriores británico a través de su embajador en Londres. Un acuerdo permite que Zita y sus siete hijos se trasladen a España. Alfonso envía el buque de guerra Infanta Isabel a Funchal y los lleva a Cádiz. Luego son escoltados al palacio del Pardo, cerca de Madrid, donde Zita da a luz a su hija menor, la archiduquesa Isabel. El rey de España propone a los Habsburgo-Lorena el uso del palacio Uribarren en Lequeitio, Vizcaya. Esto agrada a Zita, que no quería ser una carga pesada para el estado que la acogía. Durante los próximos seis años, Zita vive en Lequeitio, donde educó a sus hijos. Sus medios financieros eran limitados; procediendo principalmente de los ingresos por tierras de Austria, el viñedo de Schloss Johannisberg y aportaciones voluntarias de fieles. Sin embargo, otros miembros exiliados de la dinastía exigían parte de este dinero, y los exfuncionarios imperiales regularmente solicitaban asistencia financiera.
En 1929, algunos de sus hijos se acercaban a la edad universitaria y la familia busca un ambiente educativo más adecuado que España. En septiembre, se mudan al pueblo belga de Steenokkerzeel, cerca de Bruselas, donde están más cerca de algunos miembros de su familia. Zita mantuvo sus iniciativas políticas a favor de los Habsburgo-Lorena, llegando incluso a ponerse en contacto con la Italia de Mussolini. Se vio una posibilidad de restauración de los Habsburgo bajo los cancilleres austríacos Engelbert Dollfuss y Kurt Schuschnigg, con el príncipe heredero Otón visitando Austria en numerosas ocasiones para negociar la devolución de los bienes expropiados. Estos acercamientos terminaron abruptamente con la anexión de Austria por parte de la Alemania nazi en 1938. Los Habsburgo-Lorena intentaron tomar las riendas de la resistencia a los nazis en Austria, pero esto fracasó debido a la oposición entre monárquicos y socialistas.
Después de la invasión alemana de Bélgica el 10 de mayo de 1940, Zita y su familia se convirtieron en refugiados de guerra. Estuvieron a punto de ser asesinados por un ataque directo en el castillo por bombarderos alemanes y huyeron al castillo del príncipe Javier en Besson. Pocos días después, los Habsburgo huyen a la frontera española y continúan hacia Portugal, donde el gobierno de los Estados Unidos les otorga visados el 9 de julio. Después de un viaje en barco, llegan a Nueva York el 27 de julio; tienen familia en Long Island y Newark (Nueva Jersey). En ese momento, Zita y muchos de sus hijos viven en Tuxedo Park, un pueblo en el noroeste de Nueva York.
Los refugiados imperiales finalmente se establecen en Quebec, que tiene la ventaja para Zita de ser un lugar francófono (los niños más pequeños aún no hablan mucho inglés). Fueron alojados en una casa cedida por las Hermanas de Sainte-Jeanne-d'Arc, Villa Saint-Joseph, en Sillery (ahora parte de la ciudad de Quebec) y los niños estudiaron en la Universidad Laval. Como están aislados de todos sus fondos europeos, sus finanzas son más limitadas que nunca. Zita incluso tiene que preparar ensaladas hechas de hojas de diente de león. Sin embargo, algunos de sus hijos se involucran en el esfuerzo de guerra, mientras que otros cuidan los intereses de la familia. Otón promueve el papel de su familia en la Europa de la posguerra y se reúne regularmente con Franklin D. Roosevelt; Roberto es el representante de los Habsburgo en Londres; Carlos Luis y Félix se alistan en el ejército de los Estados Unidos; Rodolfo estuvo comprometido en Austria durante los últimos días de la guerra para ayudar a organizar la resistencia. En 1945, la emperatriz Zita celebró su cumpleaños el primer día de paz, el 9 de mayo. Pasó los siguientes dos años recorriendo los Estados Unidos y Canadá para recaudar fondos para Austria y Hungría, devastadas por la guerra.
Después de un período de relativa calma y descanso, Zita regresa regularmente a Europa para las bodas de sus hijos. También aportaba documentación para el proceso de beatificación de Carlos, abierto desde 1928. Finalmente decidió regresar al Viejo Continente en 1952 y establecerse definitivamente en Luxemburgo, para cuidar a su anciana madre. La gran duquesa Carlota de Luxemburgo es al mismo tiempo sobrina y nuera de la duquesa viuda, pues se casó en 1919 con uno de los hermanos de Zita. María Antonia murió a la edad de 96 años en 1959. El obispo de Coira propuso a Zita que se mudara a una residencia que él administraba (anteriormente un castillo de los Condes de Salis) en Zizers, en los Grisones, en Suiza. Como el castillo tenía suficiente espacio para las visitas de su gran familia y una capilla cercana (una necesidad para la devota Zita), aceptó con facilidad. 
En 1966, Otón de Habsburgo pudo regresar a Austria después de que una decisión del Tribunal Administrativo fallara a su favor. Ya había renunciado el 31 de mayo de 1961 -en contra de la voluntad de la "Matriarca"- a sus derechos personales al trono y la afiliación a la Casa de Habsburgo-Lorena para que se le permitiera ingresar nuevamente a Austria.
Zita pasó los últimos años de su vida con su familia. Aunque se habían levantado las restricciones al regreso de los Habsburgo-Lorena a Austria, esto solo se aplicaba a los nacidos después del 10 de abril de 1919. Por lo tanto, Zita no pudo asistir en 1971 al funeral de su hija Adelaida, lo que fue muy doloroso para ella. También estuvo involucrada en el proceso de beatificación de su esposo fallecido. En 1982, las restricciones finalmente se levantaron y pudo regresar a Austria por primera vez en 60 años gracias a un pasaporte diplomático emitido por el rey Juan Carlos de España, y el canciller socialista Bruno Kreisky. Recibió una bienvenida triunfal en Viena el 13 de noviembre de 1982. En los años siguientes, la emperatriz regresó varias veces a su antiguo país e incluso apareció en la televisión austríaca. En una serie de entrevistas con el tabloide sensacionalista vienés Kronen Zeitung, Zita expresó su opinión de que la muerte del príncipe heredero Rodolfo de Austria y su amante, la baronesa María Vetsera en Mayerling en 1889, no fue un doble suicidio, sino un asesinato perpetrado por agentes franceses o austriacos.

## Muerte
Después de un memorable 90 cumpleaños rodeada por su gran familia, la salud de Zita comienza a deteriorarse. Desarrolla una catarata inoperable en ambos ojos. Su última gran reunión familiar tuvo lugar en Zizers en 1987, cuando sus hijos y nietos la rodearon para celebrar su 95 cumpleaños. Durante una visita a su hija en el verano de 1988, desarrolló neumonía y pasó la mayor parte del otoño y el invierno postrada en cama. Finalmente, llama a Otón a principios de marzo de 1989 para decirle que se está muriendo. Él y el resto de su familia fueron a su lado y se turnaban para hacerle compañía hasta su muerte a primeras horas del 14 de marzo de 1989. Tenía entonces 96 años de edad.
Su funeral tuvo lugar en Viena el 1 de abril, 67 años después del día de la muerte de su esposo. El gobierno austriaco autorizó que se llevaran a cabo en Austria con la condición de que el costo fuera pagado por los mismos Habsburgo. El cuerpo de Zita fue llevado a la cripta de los Capuchinos en el mismo carruaje que llevó el ataúd del emperador Francisco  José, detrás del cual, en 1916, ella abría la procesión con su esposo y su hijo mayor. Zita fue enterrada allí, junto al busto de su esposo, pues los restos de este último permanecieron en Madeira (desde entonces se ha depositado una reliquia en la basílica de San Evre de Nancy). Siguiendo una antigua costumbre, Zita había pedido que su corazón, guardado en una urna, permaneciera en la capilla de Loreto de la abadía de Muri, Suiza, donde el corazón de su esposo se mantenía preservado.
En el funeral se reunieron más de 200 miembros de las familias Habsburgo-Lorena y Borbón-Parma y más de 6,000 personas asistieron a la ceremonia religiosa, incluidas muchas figuras políticas y representantes extranjeros, en particular un representante del Papa Juan Pablo II. El 3 de abril, una gran multitud asiste a una misa de réquiem en memoria de la exreina emperatriz, celebrada por el cardenal primado húngaro en la iglesia de Matías en Budapest, en presencia del archiduque Otón, hijo mayor de la pareja imperial.

## Causa de beatificación y canonización

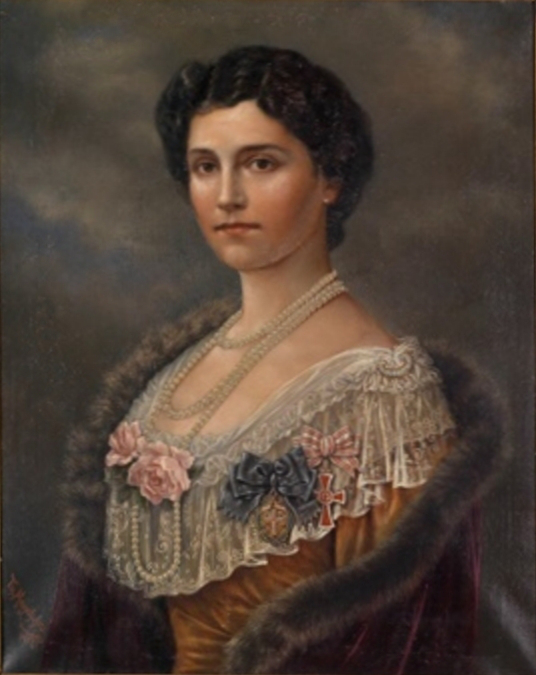
Emperatriz Zita de Austria.

El 10 de diciembre de 2009, Mons. Yves Le Saux, obispo de Le Mans, Francia, abrió el proceso diocesano para la beatificación de Zita. Zita tenía la costumbre de pasar varios meses al año en la diócesis de Le Mans en la Abadía de Santa Cecilia, Solesmes, donde tres de sus hermanas eran monjas.
El actor es la Asociación Francesa para la Beatificación de la emperatriz Zita; el postulador de la causa es Alexander Leonhardt; el vicepostulador de Hungría, el teólogo católico Norbert Nagy; el juez del tribunal, Bruno Bonnet; y el promotor de la justicia, François Scrive.  El papa Benedicto XVI declaró a la reina sierva de Dios y la causa de su beatificación aún continúa.

## Descendencia

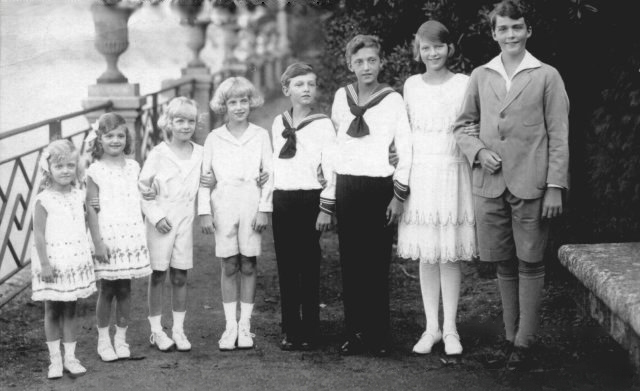
Los ocho hijos de Zita y Carlos

Se casó el 21 de octubre de 1911 en Viena con el archiduque Carlos de Austria sobrino nieto del emperador Francisco José. El matrimonio tuvo ocho hijos, cinco varones y tres mujeres:
- Archiduque Otto de Austria, príncipe heredero (1912-2011); casado con la princesa Regina de Sajonia-Hildburghausen y Meiningen (1925-2010), con descendencia.
- Archiduquesa Adélaida de Austria (1914-1971), nunca se casó ni tuvo descendencia.
- Archiduque Roberto de Austria-Este, duque titular de Módena (1915-1996); casado con la princesa Margarita Isabel de Saboya-Aosta (1930-2022).
- Archiduque Félix de Austria (1916-2011); casado con la princesa y duquesa Ana Eugenia de Arenberg, con descendencia.
- Archiduque Carlos Luis de Austria (1918-2007); casado con la princesa Yolanda de Ligne (1923), con descendencia.
- Archiduque Rodolfo de Austria (1919-2010); casado con la condesa Xenia Chernysheva-Besobrasova (1929-1968) y después con la princesa Ana Gabriela de Wrede (1940), con descendencia de ambos matrimonios.
- Archiduquesa Carlota de Austria (1921-1989); casada con el duque Jorge de Mecklemburgo  (1899-1963).
- Archiduquesa
Isabel de Austria, hija póstuma del emperador Carlos I (1922-1993); casada con el príncipe Enrique de Liechtenstein (1916-1991).

## Títulos y tratamientos
| ● 9 de mayo de 1892-21 de octubre de 1911:     | Su alteza real la princesa real de Borbón, princesa de Parma                                                     |
| ● 21 de octubre de 1911-28 de junio de 1914:   | Su alteza imperial y real la duquesa Zita, duquesa Carlos de Austria, princesa de Parma                          |
| ● 28 de junio de 1914-21 de noviembre de 1916: | Su alteza imperial y real la duquesa de Austria-Este                                                             |
| ● 21 de noviembre de 1916-3 de abril de 1919:  | Su majestad imperial y real la emperatriz de Austria, reina apostólica de Hungría, Croacia, Eslavonia y Dalmacia |

## Órdenes y cargos

### Órdenes

#### Imperio austrohúngaro
- Gran Maestre de la Orden de la Cruz Estrellada.[7] (Imperio austrohúngaro).
- Gran maestre de la Orden de Isabel.[7] (Imperio austrohúngaro).
- Protectora de la Orden de Isabel Teresa (Imperio austrohúngaro).

### Cargos

#### Militares
- Propietaria del Imperial y Real regimiento de Húsares nº16 del Ejército Imperial y Real.[7]

#### Otros
- Dama protectora y directora de la Institución de Damas Nobles Maria Schul en Brunn.[7]
- Dama protectora de la Institución de Damas Nobles de Innsbruck.[7]

## Galería

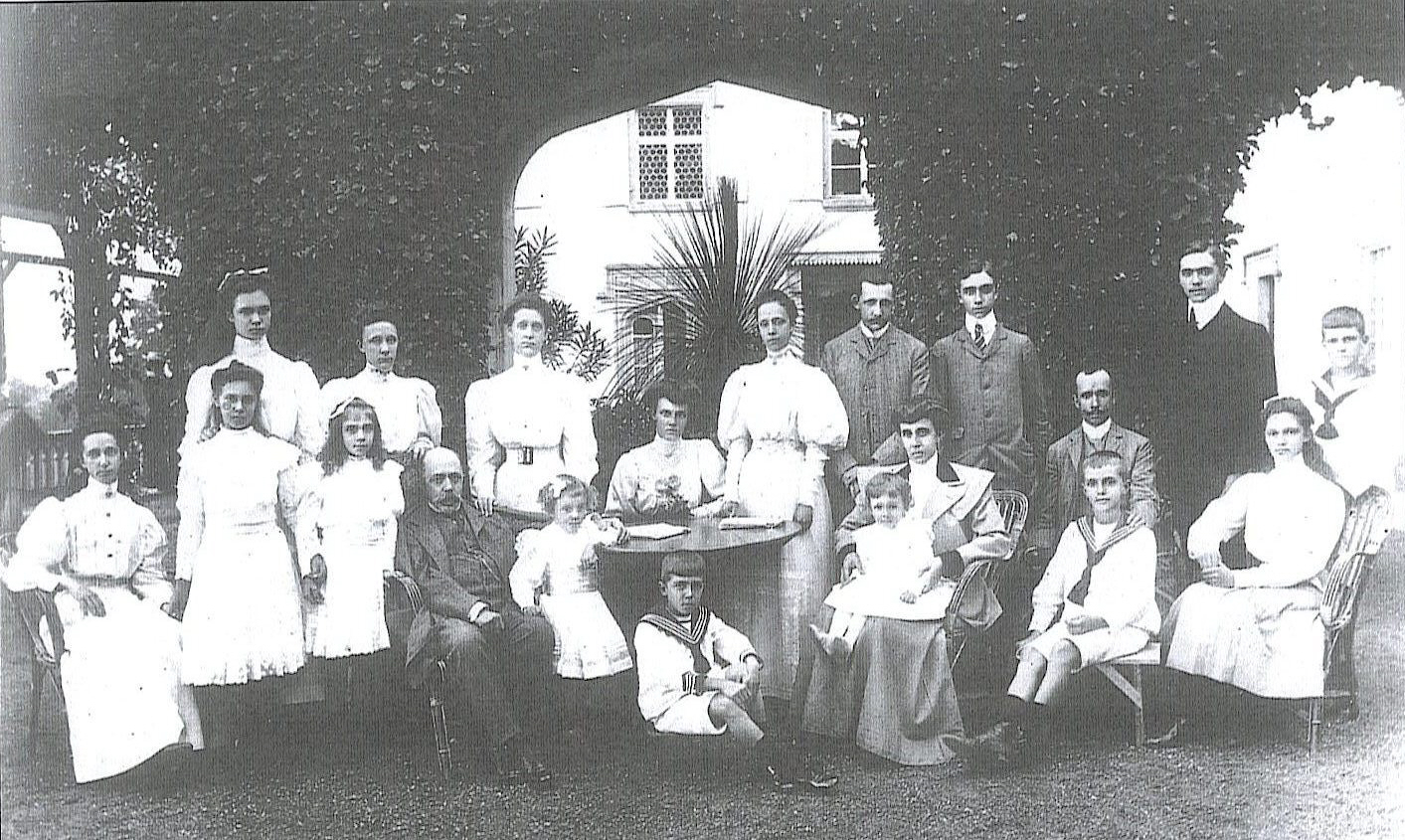
Zita, sentada en el extremo derecho, con sus padres y diecisiete de sus hermanos, 1906.
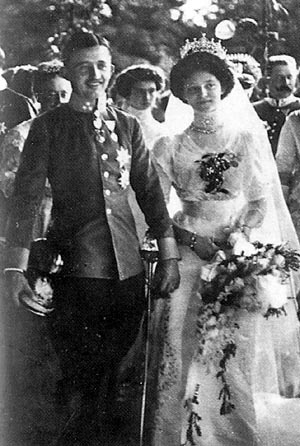
El Matrimonio de Zita y Carlos, 21 de octubre de 1911.
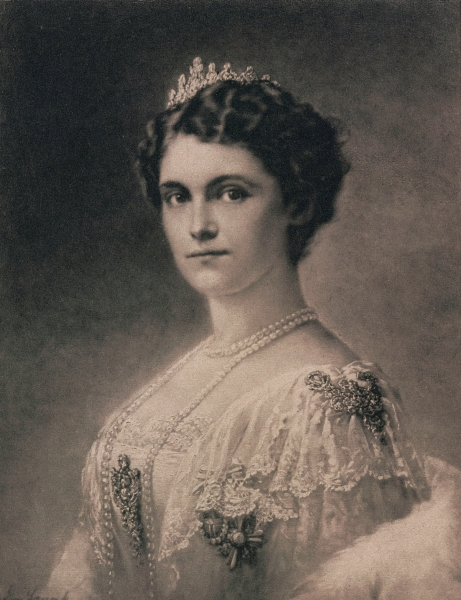
Zita de Borbón-Parma, cerca de 1910.
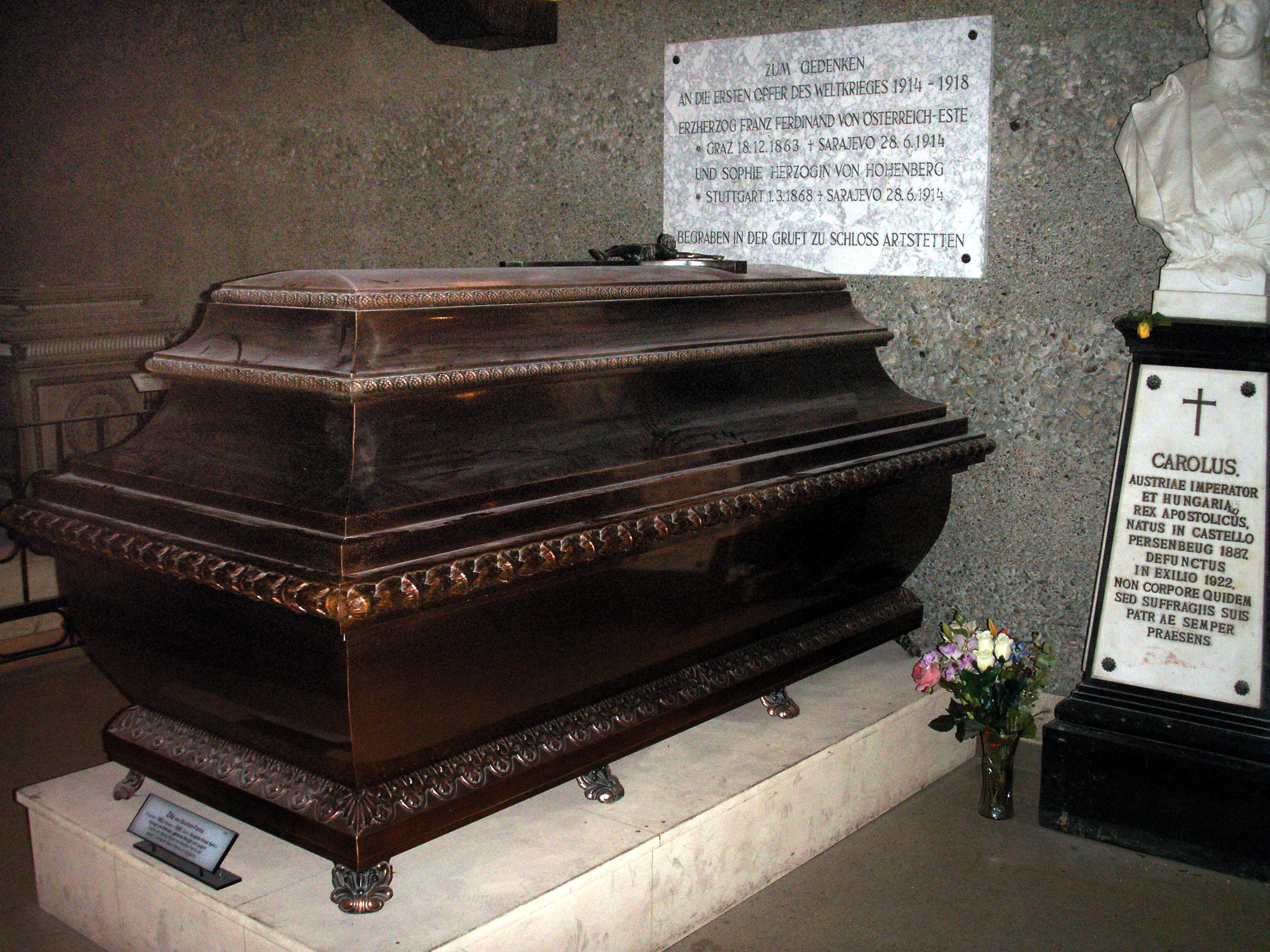
Zita de Borbón-Parma, Emperatriz de Austria y Reina de Hungría.
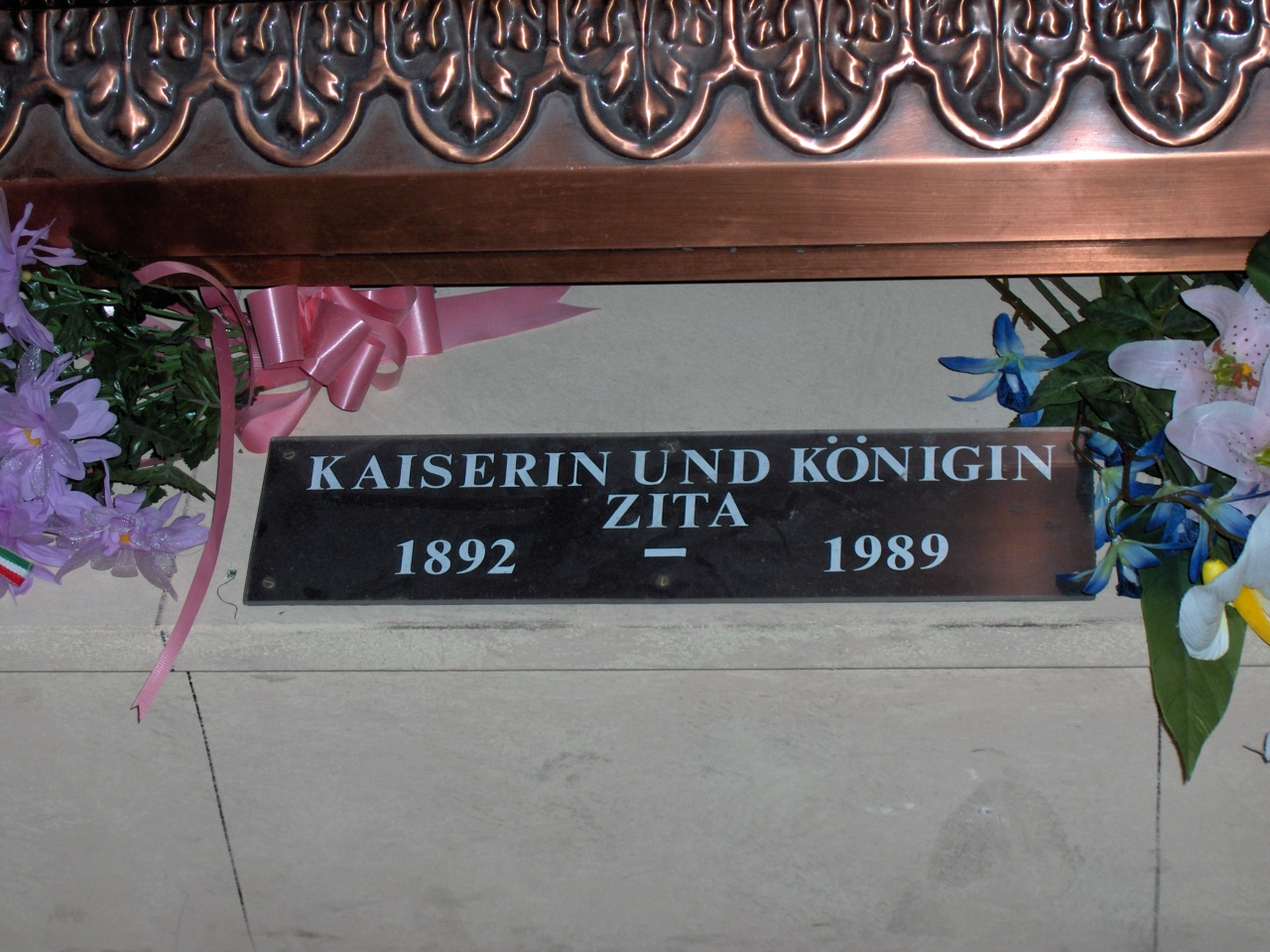
Detalle de la tumba de la Emperatriz Zita (1892-1989).

## Ancestros
| \| \| \| \| \| \| \| \| \| \| \| \| \| \| \| \| \| \| \| \| 16. Luis I, rey de Etruria \| \| \| \| \| \| \| \| \| \| \| \| \| \| \| \| \| \| \| \| \| \| \| \| \| \| \| \| \| \| \| \| \| \| \| \| \| \| \| \| \| \| \| \| \| \| \| \| \| \| \| \| \| \| 8. Carlos II, duque de Parma \| \| \| \| \| \| \| \| \| \| \| \| \| \| \| \| \| \| \| \| \| \| \| \| \| \| \| \| \| \| \| \| \| \| \| \| \| \| \| \| \| \| \| \| \| \| \| \| \| \| \| \| \| \| 17. Infanta María Luisa de España \| \| \| \| \| \| \| \| \| \| \| \| \| \| \| \| \| \| \| \| \| \| \| \| \| \| \| \| \| \| \| \| \| \| \| \| \| \| \| \| \| \| \| \| \| \| \| \| \| \| \| \| \| \| 4. Carlos III, duque de Parma \| \| \| \| \| \| \| \| \| \| \| \| \| \| \| \| \| \| \| \| \| \| \| \| \| \| \| \| \| \| \| \| \| \| \| \| \| \| \| \| \| \| \| \| \| \| \| \| \| \| \| \| \| \| 18. Víctor Manuel I, rey de Cerdeña \| \| \| \| \| \| \| \| \| \| \| \| \| \| \| \| \| \| \| \| \| \| \| \| \| \| \| \| \| \| \| \| \| \| \| \| \| \| \| \| \| \| \| \| \| \| \| \| \| \| \| \| \| \| 9. Princesa María Teresa de Cerdeña \| \| \| \| \| \| \| \| \| \| \| \| \| \| \| \| \| \| \| \| \| \| \| \| \| \| \| \| \| \| \| \| \| \| \| \| \| \| \| \| \| \| \| \| \| \| \| \| \| \| \| \| \| \| 19. Archiduquesa María Teresa de Austria-Este \| \| \| \| \| \| \| \| \| \| \| \| \| \| \| \| \| \| \| \| \| \| \| \| \| \| \| \| \| \| \| \| \| \| \| \| \| \| \| \| \| \| \| \| \| \| \| \| \| \| \| \| \| \| 2. Roberto I, duque de Parma \| \| \| \| \| \| \| \| \| \| \| \| \| \| \| \| \| \| \| \| \| \| \| \| \| \| \| \| \| \| \| \| \| \| \| \| \| \| \| \| \| \| \| \| \| \| \| \| \| \| \| \| \| \| 20. Carlos X, rey de Francia \| \| \| \| \| \| \| \| \| \| \| \| \| \| \| \| \| \| \| \| \| \| \| \| \| \| \| \| \| \| \| \| \| \| \| \| \| \| \| \| \| \| \| \| \| \| \| \| \| \| \| \| \| \| 10. Príncipe Carlos de Francia, duque de Berry \| \| \| \| \| \| \| \| \| \| \| \| \| \| \| \| \| \| \| \| \| \| \| \| \| \| \| \| \| \| \| \| \| \| \| \| \| \| \| \| \| \| \| \| \| \| \| \| \| \| \| \| \| \| 21. Princesa María Teresa de Cerdeña \| \| \| \| \| \| \| \| \| \| \| \| \| \| \| \| \| \| \| \| \| \| \| \| \| \| \| \| \| \| \| \| \| \| \| \| \| \| \| \| \| \| \| \| \| \| \| \| \| \| \| \| \| \| 5. Princesa Luisa de Francia \| \| \| \| \| \| \| \| \| \| \| \| \| \| \| \| \| \| \| \| \| \| \| \| \| \| \| \| \| \| \| \| \| \| \| \| \| \| \| \| \| \| \| \| \| \| \| \| \| \| \| \| \| \| 22. Francisco I, rey de las Dos Sicilias \| \| \| \| \| \| \| \| \| \| \| \| \| \| \| \| \| \| \| \| \| \| \| \| \| \| \| \| \| \| \| \| \| \| \| \| \| \| \| \| \| \| \| \| \| \| \| \| \| \| \| \| \| \| 11. Princesa María Carolina de las Dos Sicilias \| \| \| \| \| \| \| \| \| \| \| \| \| \| \| \| \| \| \| \| \| \| \| \| \| \| \| \| \| \| \| \| \| \| \| \| \| \| \| \| \| \| \| \| \| \| \| \| \| \| \| \| \| \| 23. Archiduquesa María Clementina de Austria \| \| \| \| \| \| \| \| \| \| \| \| \| \| \| \| \| \| \| \| \| \| \| \| \| \| \| \| \| \| \| \| \| \| \| \| \| \| \| \| \| \| \| \| \| \| \| \| \| \| \| \| \| \| 1. Princesa Zita de Parma \| \| \| \| \| \| \| \| \| \| \| \| \| \| \| \| \| \| \| \| \| \| \| \| \| \| \| \| \| \| \| \| \| \| \| \| \| \| \| \| \| \| \| \| \| \| \| \| \| \| \| \| \| \| 24. Pedro III, rey de Portugal \| \| \| \| \| \| \| \| \| \| \| \| \| \| \| \| \| \| \| \| \| \| \| \| \| \| \| \| \| \| \| \| \| \| \| \| \| \| \| \| \| \| \| \| \| \| \| \| \| \| \| \| \| \| 12. Juan VI, rey de Portugal \| \| \| \| \| \| \| \| \| \| \| \| \| \| \| \| \| \| \| \| \| \| \| \| \| \| \| \| \| \| \| \| \| \| \| \| \| \| \| \| \| \| \| \| \| \| \| \| \| \| \| \| \| \| 25. María I, reina de Portugal \| \| \| \| \| \| \| \| \| \| \| \| \| \| \| \| \| \| \| \| \| \| \| \| \| \| \| \| \| \| \| \| \| \| \| \| \| \| \| \| \| \| \| \| \| \| \| \| \| \| \| \| \| \| 6. Miguel I, rey de Portugal \| \| \| \| \| \| \| \| \| \| \| \| \| \| \| \| \| \| \| \| \| \| \| \| \| \| \| \| \| \| \| \| \| \| \| \| \| \| \| \| \| \| \| \| \| \| \| \| \| \| \| \| \| \| 26. Carlos IV, rey de España \| \| \| \| \| \| \| \| \| \| \| \| \| \| \| \| \| \| \| \| \| \| \| \| \| \| \| \| \| \| \| \| \| \| \| \| \| \| \| \| \| \| \| \| \| \| \| \| \| \| \| \| \| \| 13. Infanta Carlota Joaquina de España \| \| \| \| \| \| \| \| \| \| \| \| \| \| \| \| \| \| \| \| \| \| \| \| \| \| \| \| \| \| \| \| \| \| \| \| \| \| \| \| \| \| \| \| \| \| \| \| \| \| \| \| \| \| 27. Princesa María Luisa de Parma \| \| \| \| \| \| \| \| \| \| \| \| \| \| \| \| \| \| \| \| \| \| \| \| \| \| \| \| \| \| \| \| \| \| \| \| \| \| \| \| \| \| \| \| \| \| \| \| \| \| \| \| \| \| 3. Infanta María Antonia de Braganza \| \| \| \| \| \| \| \| \| \| \| \| \| \| \| \| \| \| \| \| \| \| \| \| \| \| \| \| \| \| \| \| \| \| \| \| \| \| \| \| \| \| \| \| \| \| \| \| \| \| \| \| \| \| 28. Carlos Tomás, V príncipe de Löwenstein-Wertheim-Rosenberg \| \| \| \| \| \| \| \| \| \| \| \| \| \| \| \| \| \| \| \| \| \| \| \| \| \| \| \| \| \| \| \| \| \| \| \| \| \| \| \| \| \| \| \| \| \| \| \| \| \| \| \| \| \| 14. Constantino, príncipe heredero de Löwenstein-Wertheim-Rosenberg \| \| \| \| \| \| \| \| \| \| \| \| \| \| \| \| \| \| \| \| \| \| \| \| \| \| \| \| \| \| \| \| \| \| \| \| \| \| \| \| \| \| \| \| \| \| \| \| \| \| \| \| \| \| 29. Condesa Sofía de Windisch-Grätz \| \| \| \| \| \| \| \| \| \| \| \| \| \| \| \| \| \| \| \| \| \| \| \| \| \| \| \| \| \| \| \| \| \| \| \| \| \| \| \| \| \| \| \| \| \| \| \| \| \| \| \| \| \| 7. Princesa Adelaida de Löwenstein-Wertheim-Rosenberg \| \| \| \| \| \| \| \| \| \| \| \| \| \| \| \| \| \| \| \| \| \| \| \| \| \| \| \| \| \| \| \| \| \| \| \| \| \| \| \| \| \| \| \| \| \| \| \| \| \| \| \| \| \| 30. Carlos Luis, III príncipe de Hohenlohe-Langenburg \| \| \| \| \| \| \| \| \| \| \| \| \| \| \| \| \| \| \| \| \| \| \| \| \| \| \| \| \| \| \| \| \| \| \| \| \| \| \| \| \| \| \| \| \| \| \| \| \| \| \| \| \| \| 15. Princesa Inés de Hohenlohe-Langenburg \| \| \| \| \| \| \| \| \| \| \| \| \| \| \| \| \| \| \| \| \| \| \| \| \| \| \| \| \| \| \| \| \| \| \| \| \| \| \| \| \| \| \| \| \| \| \| \| \| \| \| \| \| \| 31. Condesa Amalia Enriqueta de Solms-Baruth \| \| \| \| \| \| \| \| \| \| \| \| \| \| \| \| \| \| \| \| \| \| \| \| \| \| \| \| \| \| \| \| \| \| \| \| \| \| \| \| \| \| \| \| \| \| \| \| \| \| \| \| |                                                                     |  |  |  |  |  |  |  |  |  |  |  |  |  |  |  |
| |                                                                     |  |  |  |  |  |  |  |  |  |  |  |  |  |  |  |
| | 16. Luis I, rey de Etruria                                          |  |  |  |  |  |  |  |  |  |  |  |  |  |  |  |
| |                                                                     |  |  |  |  |  |  |  |  |  |  |  |  |  |  |  |
| |                                                                     |  |  |  |  |  |  |  |  |  |  |  |  |  |  |  |
| | 8. Carlos II, duque de Parma                                        |  |  |  |  |  |  |  |  |  |  |  |  |  |  |  |
| |                                                                     |  |  |  |  |  |  |  |  |  |  |  |  |  |  |  |
| |                                                                     |  |  |  |  |  |  |  |  |  |  |  |  |  |  |  |
| | 17. Infanta María Luisa de España                                   |  |  |  |  |  |  |  |  |  |  |  |  |  |  |  |
| |                                                                     |  |  |  |  |  |  |  |  |  |  |  |  |  |  |  |
| |                                                                     |  |  |  |  |  |  |  |  |  |  |  |  |  |  |  |
| | 4. Carlos III, duque de Parma                                       |  |  |  |  |  |  |  |  |  |  |  |  |  |  |  |
| |                                                                     |  |  |  |  |  |  |  |  |  |  |  |  |  |  |  |
| |                                                                     |  |  |  |  |  |  |  |  |  |  |  |  |  |  |  |
| | 18. Víctor Manuel I, rey de Cerdeña                                 |  |  |  |  |  |  |  |  |  |  |  |  |  |  |  |
| |                                                                     |  |  |  |  |  |  |  |  |  |  |  |  |  |  |  |
| |                                                                     |  |  |  |  |  |  |  |  |  |  |  |  |  |  |  |
| | 9. Princesa María Teresa de Cerdeña                                 |  |  |  |  |  |  |  |  |  |  |  |  |  |  |  |
| |                                                                     |  |  |  |  |  |  |  |  |  |  |  |  |  |  |  |
| |                                                                     |  |  |  |  |  |  |  |  |  |  |  |  |  |  |  |
| | 19. Archiduquesa María Teresa de Austria-Este                       |  |  |  |  |  |  |  |  |  |  |  |  |  |  |  |
| |                                                                     |  |  |  |  |  |  |  |  |  |  |  |  |  |  |  |
| |                                                                     |  |  |  |  |  |  |  |  |  |  |  |  |  |  |  |
| | 2. Roberto I, duque de Parma                                        |  |  |  |  |  |  |  |  |  |  |  |  |  |  |  |
| |                                                                     |  |  |  |  |  |  |  |  |  |  |  |  |  |  |  |
| |                                                                     |  |  |  |  |  |  |  |  |  |  |  |  |  |  |  |
| | 20. Carlos X, rey de Francia                                        |  |  |  |  |  |  |  |  |  |  |  |  |  |  |  |
| |                                                                     |  |  |  |  |  |  |  |  |  |  |  |  |  |  |  |
| |                                                                     |  |  |  |  |  |  |  |  |  |  |  |  |  |  |  |
| | 10. Príncipe Carlos de Francia, duque de Berry                      |  |  |  |  |  |  |  |  |  |  |  |  |  |  |  |
| |                                                                     |  |  |  |  |  |  |  |  |  |  |  |  |  |  |  |
| |                                                                     |  |  |  |  |  |  |  |  |  |  |  |  |  |  |  |
| | 21. Princesa María Teresa de Cerdeña                                |  |  |  |  |  |  |  |  |  |  |  |  |  |  |  |
| |                                                                     |  |  |  |  |  |  |  |  |  |  |  |  |  |  |  |
| |                                                                     |  |  |  |  |  |  |  |  |  |  |  |  |  |  |  |
| | 5. Princesa Luisa de Francia                                        |  |  |  |  |  |  |  |  |  |  |  |  |  |  |  |
| |                                                                     |  |  |  |  |  |  |  |  |  |  |  |  |  |  |  |
| |                                                                     |  |  |  |  |  |  |  |  |  |  |  |  |  |  |  |
| | 22. Francisco I, rey de las Dos Sicilias                            |  |  |  |  |  |  |  |  |  |  |  |  |  |  |  |
| |                                                                     |  |  |  |  |  |  |  |  |  |  |  |  |  |  |  |
| |                                                                     |  |  |  |  |  |  |  |  |  |  |  |  |  |  |  |
| | 11. Princesa María Carolina de las Dos Sicilias                     |  |  |  |  |  |  |  |  |  |  |  |  |  |  |  |
| |                                                                     |  |  |  |  |  |  |  |  |  |  |  |  |  |  |  |
| |                                                                     |  |  |  |  |  |  |  |  |  |  |  |  |  |  |  |
| | 23. Archiduquesa María Clementina de Austria                        |  |  |  |  |  |  |  |  |  |  |  |  |  |  |  |
| |                                                                     |  |  |  |  |  |  |  |  |  |  |  |  |  |  |  |
| |                                                                     |  |  |  |  |  |  |  |  |  |  |  |  |  |  |  |
| | 1. Princesa Zita de Parma                                           |  |  |  |  |  |  |  |  |  |  |  |  |  |  |  |
| |                                                                     |  |  |  |  |  |  |  |  |  |  |  |  |  |  |  |
| |                                                                     |  |  |  |  |  |  |  |  |  |  |  |  |  |  |  |
| | 24. Pedro III, rey de Portugal                                      |  |  |  |  |  |  |  |  |  |  |  |  |  |  |  |
| |                                                                     |  |  |  |  |  |  |  |  |  |  |  |  |  |  |  |
| |                                                                     |  |  |  |  |  |  |  |  |  |  |  |  |  |  |  |
| | 12. Juan VI, rey de Portugal                                        |  |  |  |  |  |  |  |  |  |  |  |  |  |  |  |
| |                                                                     |  |  |  |  |  |  |  |  |  |  |  |  |  |  |  |
| |                                                                     |  |  |  |  |  |  |  |  |  |  |  |  |  |  |  |
| | 25. María I, reina de Portugal                                      |  |  |  |  |  |  |  |  |  |  |  |  |  |  |  |
| |                                                                     |  |  |  |  |  |  |  |  |  |  |  |  |  |  |  |
| |                                                                     |  |  |  |  |  |  |  |  |  |  |  |  |  |  |  |
| | 6. Miguel I, rey de Portugal                                        |  |  |  |  |  |  |  |  |  |  |  |  |  |  |  |
| |                                                                     |  |  |  |  |  |  |  |  |  |  |  |  |  |  |  |
| |                                                                     |  |  |  |  |  |  |  |  |  |  |  |  |  |  |  |
| | 26. Carlos IV, rey de España                                        |  |  |  |  |  |  |  |  |  |  |  |  |  |  |  |
| |                                                                     |  |  |  |  |  |  |  |  |  |  |  |  |  |  |  |
| |                                                                     |  |  |  |  |  |  |  |  |  |  |  |  |  |  |  |
| | 13. Infanta Carlota Joaquina de España                              |  |  |  |  |  |  |  |  |  |  |  |  |  |  |  |
| |                                                                     |  |  |  |  |  |  |  |  |  |  |  |  |  |  |  |
| |                                                                     |  |  |  |  |  |  |  |  |  |  |  |  |  |  |  |
| | 27. Princesa María Luisa de Parma                                   |  |  |  |  |  |  |  |  |  |  |  |  |  |  |  |
| |                                                                     |  |  |  |  |  |  |  |  |  |  |  |  |  |  |  |
| |                                                                     |  |  |  |  |  |  |  |  |  |  |  |  |  |  |  |
| | 3. Infanta María Antonia de Braganza                                |  |  |  |  |  |  |  |  |  |  |  |  |  |  |  |
| |                                                                     |  |  |  |  |  |  |  |  |  |  |  |  |  |  |  |
| |                                                                     |  |  |  |  |  |  |  |  |  |  |  |  |  |  |  |
| | 28. Carlos Tomás, V príncipe de Löwenstein-Wertheim-Rosenberg       |  |  |  |  |  |  |  |  |  |  |  |  |  |  |  |
| |                                                                     |  |  |  |  |  |  |  |  |  |  |  |  |  |  |  |
| |                                                                     |  |  |  |  |  |  |  |  |  |  |  |  |  |  |  |
| | 14. Constantino, príncipe heredero de Löwenstein-Wertheim-Rosenberg |  |  |  |  |  |  |  |  |  |  |  |  |  |  |  |
| |                                                                     |  |  |  |  |  |  |  |  |  |  |  |  |  |  |  |
| |                                                                     |  |  |  |  |  |  |  |  |  |  |  |  |  |  |  |
| | 29. Condesa Sofía de Windisch-Grätz                                 |  |  |  |  |  |  |  |  |  |  |  |  |  |  |  |
| |                                                                     |  |  |  |  |  |  |  |  |  |  |  |  |  |  |  |
| |                                                                     |  |  |  |  |  |  |  |  |  |  |  |  |  |  |  |
| | 7. Princesa Adelaida de Löwenstein-Wertheim-Rosenberg               |  |  |  |  |  |  |  |  |  |  |  |  |  |  |  |
| |                                                                     |  |  |  |  |  |  |  |  |  |  |  |  |  |  |  |
| |                                                                     |  |  |  |  |  |  |  |  |  |  |  |  |  |  |  |
| | 30. Carlos Luis, III príncipe de Hohenlohe-Langenburg               |  |  |  |  |  |  |  |  |  |  |  |  |  |  |  |
| |                                                                     |  |  |  |  |  |  |  |  |  |  |  |  |  |  |  |
| |                                                                     |  |  |  |  |  |  |  |  |  |  |  |  |  |  |  |
| | 15. Princesa Inés de Hohenlohe-Langenburg                           |  |  |  |  |  |  |  |  |  |  |  |  |  |  |  |
| |                                                                     |  |  |  |  |  |  |  |  |  |  |  |  |  |  |  |
| |                                                                     |  |  |  |  |  |  |  |  |  |  |  |  |  |  |  |
| | 31. Condesa Amalia Enriqueta de Solms-Baruth                        |  |  |  |  |  |  |  |  |  |  |  |  |  |  |  |
| |                                                                     |  |  |  |  |  |  |  |  |  |  |  |  |  |  |  |
| |                                                                     |  |  |  |  |  |  |  |  |  |  |  |  |  |  |  |

| Predecesor: Princesa Isabel de Baviera | Emperatriz de Austria, reina de Hungría de Bohemia, Croacia y Eslavonia, Dalmacia, Galitzia y Lodomeria, e Iliria etc. 1916 - 1918 | Sucesor: monarquía abolida |